# Pilrito-semipalmado
Pilrito-semipalmado, pilrito-rasteirinho (Calidris pusilla) ou maçarico-rasteirinho (Calidris pusilla) é uma ave limícola da família Scolopacidae que se distribui pelo Novo Mundo. É muito parecido com o pilrito-pequeno, distinguindo-se desta espécie pelas pequenas palmações entre os dedos das patas. O bico e as patas são pretos.
A sua ocorrência na Europa pode ser considerada excepcional.